# Moteur à piston rotatif
Ne pas confondre avec le moteur rotatif, ou les cylindres tournent autour d'un vilebrequin fixe

L'axe central est un guide, fixe ; le vilebrequin est solidaire du piston rotatif.

Le moteur à piston rotatif est un moteur à pistons dans lequel l'élément moteur est fixé au vilebrequin et l’entraîne dans son mouvement rotatif. Ce « piston », ou rotor, est généralement excentré par rapport à l'axe du vilebrequin.

## Histoire
Le premier brevet fut déposé par son inventeur Félix Wankel en 1929. Dans ce moteur Wankel, les gaz accompagnent le mouvement du rotor, et font un tour complet en passant successivement par les quatre phases classiques : admission, compression, détente motrice et échappement.

## Fonctionnement
Le principe du moteur à piston rotatif est identique à celui des moteurs à pistons « classiques » : compresser l'air et le carburant injecté, provoquer une  combustion, qui produira une surpression motrice, puis évacuer les gaz brûlés, et recommencer le cycle. Au chapitre des différences, le moteur rotatif n'a pas besoin de soupape, et chaque face du piston (aussi appelé « rotor ») agit comme un piston classique.
Alors que les moteurs à pistons « classiques » ne produisent qu'un temps moteur par tour de vilebrequin (moteur à deux temps) ou pour deux tours de vilebrequin (moteur à quatre temps), les moteurs à pistons rotatifs exécutent plusieurs temps moteur par tour (un par face du piston, soit trois par tour pour le Wankel). Cela leur confère généralement un rapport puissance/cylindrée très élevé, surtout dans une plage de fonctionnement axée sur les hauts régimes. Leur nombre de parties mobiles, généralement faible, les rend également plus simples d'entretien et moins sujets aux pannes. Ils connaissent également moins de limites de régime, car ils ne présentent pas certaines des faiblesses des moteurs classiques, dont les éléments entrent en contact lors d'un surrégime par exemple.
Au rayon des défauts, la conception a dû résoudre deux problèmes spécifiques qui restent sources de difficultés. Le premier est l’étanchéité au niveau des arêtes du rotor en contact avec la chambre fixe, d'autant plus ardue que ces arêtes passent dans des zones de températures différentes. Ce problème réduit les possibilités de compression et conduit à privilégier un fonctionnement à taux de compression plus réduit, compensé dans une certaine mesure par des rotation plus rapides, mais conduisant tout de même à des couples relativement faibles à bas régime. Le second, lié au premier, est la lubrification : alors que dans moteur classique l'huile peut être projetée à partir d'un carter dédié, ici elle doit partager le même espace que le mélange à brûler. En cas de mauvaise lubrification, l'usure au niveau des arêtes va fortement affecter le fonctionnement du moteur (étanchéité, taux de compression, consommation et perte de puissance).

## Applications
Le moteur à piston rotatif le plus célèbre est très certainement le moteur Wankel. Le « moteur Comotor » est fabriqué par la société du même nom : Comotor SA, la Compagnie européenne de construction de moteurs automobiles, une entreprise commune aux constructeurs français Citroën et allemand NSU ; c'est l'un des premiers moteurs Wankel fabriqués en grande série, il équipa la Citroën GS Birotor et la NSU Ro 80. De nos jours des voitures sportives de la marque japonaise Mazda utilisent des moteurs Wankel. Il existe aussi des moteurs rotatifs expérimentaux bâtis sur le cycle d'Atkinson.
À l'heure actuelle, la grande majorité de ces moteurs fonctionnent à l'essence, mais plusieurs tests ont déjà été effectués pour les faire fonctionner au gazole,, voire à l'hydrogène,, qui est un élément bien adapté grâce à sa vitesse de combustion très élevée.
Il ne faut pas confondre les moteurs à piston rotatif avec les moteurs rotatifs, dans lesquels l'ensemble du moteur tourne autour de son axe (comme sur certains avions de la Première Guerre mondiale, où c'était l'ensemble « bloc-cylindres + hélice » qui tournait sur lui-même autour de son axe, ce dernier étant fixe et solidaire de l'avion).
À cet égard, la Quasiturbine est particulière. Il s'agit d'un moteur purement rotatif, sans vilebrequin, et sans le mouvement alternatif radial des moteurs à piston rotatif comme le Wankel. La Quasiturbine est constituée de quatre pièces (pales) articulées, et s'apparente à une turbine.

## Moteurs spécifiques

### En automobile
Peu de modèles de voitures seront équipés d'un moteur à rotor.
En France, seul Citroën commercialisera des voitures à moteur Wankel, d'abord la M35 expérimentale, petite voiture monorotor, dérivée de l'Ami 8 qui sera proposée à des clients privilégiés grands rouleurs. Une usine sortira de terre en Sarre allemande, filiale de Citroën et de NSU nommée Comotor, pour fabriquer en commun le « moteur Comotor » (Wankel Birotor) qui équipera respectivement la Citroën GS Birotor et la luxueuse NSU Ro 80.
Cette aventure aura raison des deux constructeurs, qui seront chacun absorbés peu après par des concurrents. Des motos seront encore équipées de ce moteur sarrois et l'usine sera liquidée vers 1977.
Ce moteur est arrivé trop tôt, mais son concept était très séduisant. Il comportait une vingtaine de composants principaux, alors que, à l'époque, un moteur à quatre cylindres en comportait près de deux cents. Il aurait fallu pouvoir lui consacrer beaucoup plus de frais de recherche et surtout, il aurait fallu pouvoir lui adjoindre un turbo-compresseur. Sa consommation était élevée, en raison, en particulier, de la très forte température des gaz d'échappement. Un turbo-compresseur aurait pu permettre de récupérer une partie de l'énergie contenue dans ceux-ci.
Il comportait des défauts rédhibitoires, comme l'étanchéité et l'usure des segments, la forme de la chambre de combustion, le faible décalage de l'excentrique sur l'arbre moteur, peu favorable à l'exploitation du couple, le poids du rotor, la concentration des phases de combustion des trois chambres sur un côté de la trochoïde, demandant une réfection complète tous les 80 000 km[réf. nécessaire].
L'agrément que lui conférait l'absence de pièces en mouvement alternatif le rendait très silencieux et moins émetteur de vibrations. Il possédait le comportement d'un six cylindres à deux temps pour un birotor (trois explosions par tour et par rotor).
Ce moteur a également fait faire des progrès considérables aux pétroliers, qui ont mis au point des huiles spéciales pour la lubrification. Si à l'époque les vidanges étaient espacées de 2 500 km, ces avancées ont conduit aux lubrifiants qui permettent des espacements de 30 000 km aujourd'hui[réf. nécessaire].
Le bureau d'étude de Citroën continua à travailler sur le moteur rotatif jusque dans le début des années 1980. L'objectif était d'en équiper un mini hélicoptère que la marque au double chevron comptait mettre sur le marché. Ainsi, même les dirigeants de Peugeot, qui était devenu l'actionnaire principal de Citroën en 1976, ont cautionné ces coûteuses recherches. Il fallait que la technologie fût crédible et que les progrès réalisés sur le moteur fussent notables.
Au Japon, plusieurs modèles seront commercialisés, principalement par Mazda, avec la série des RX (Rotary experimental). Mazda a gagné les 24 Heures du Mans 1991 avec son prototype 787B utilisant la technologie Wankel. C'est la seule victoire à ce jour dans une course de haut niveau pour ce type de moteurs, ceux-ci ayant été interdits l'année suivante après un calcul de cylindrée par rapport aux moteur à pistons classique revu. En effet, un moteur Wankel disposait d'un rapport puissance sur cylindrée artificiellement beaucoup plus élevé qu'un moteur classique, à cause de la déclaration de cette cylindrée ne retenant qu'un tiers de celle-ci.

### En moto
De rares motos ont été équipées de moteurs à piston rotatif. Quelques constructeurs se sont intéressés à cette motorisation, dont Hercules, Suzuki, et Norton, qui ont commercialisé des machines. Yamaha présentera un prototype au salon de Tokyo de 1979, lequel ne connaîtra cependant jamais la production.
Après avoir obtenu de bons résultats au Tourist Trophy au début des années 1990 avec la RCW588 (en) pilotée par Robert Dunlop, Norton relancera la construction d'une machine de course à moteur rotatif pour cette même épreuve en 2009, confiée à Michael Dunlop, le fils de Robert.

### En aéronautique

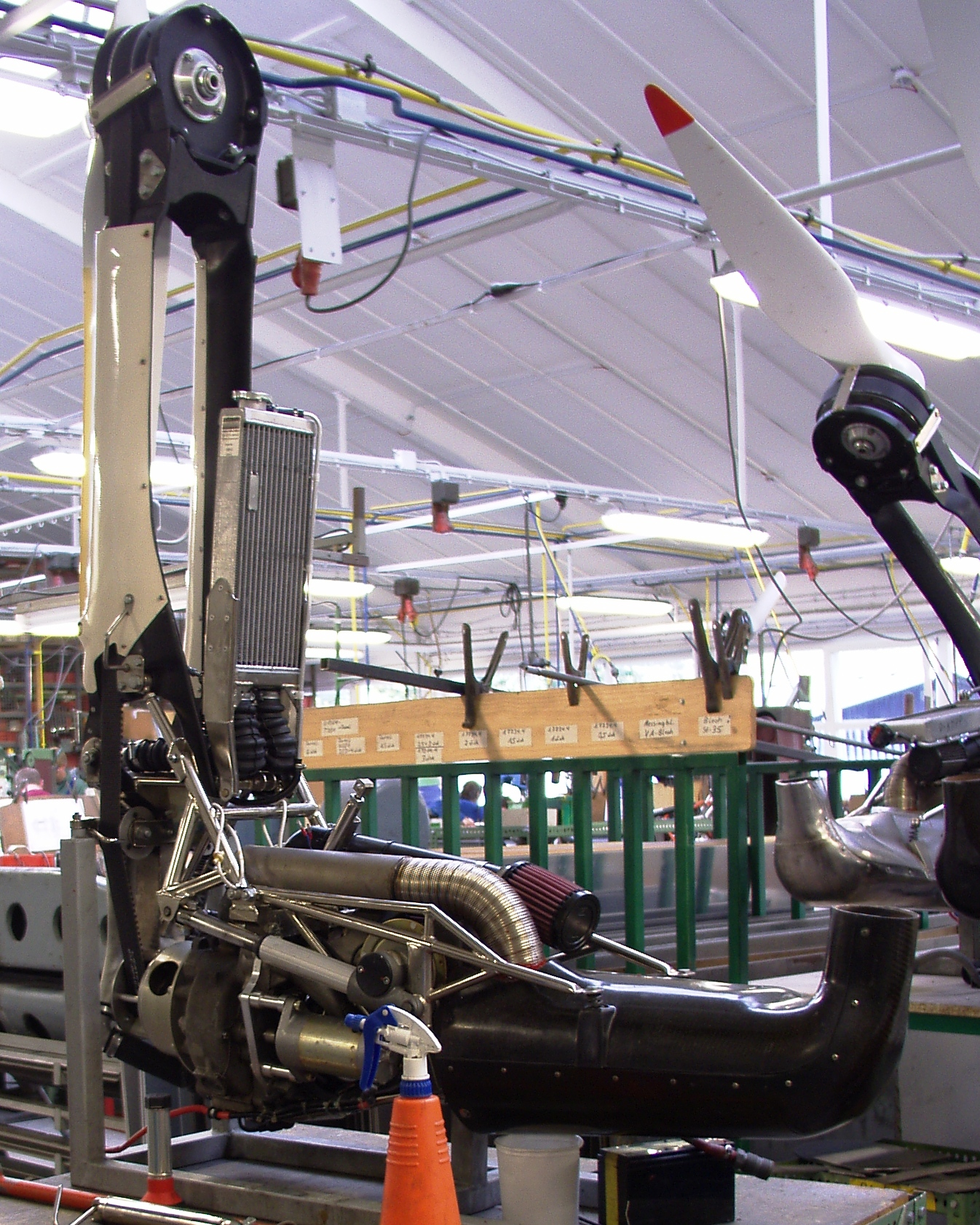
Groupe moteur d'un Alexander Schleicher ASH 26e motoplaneur à décollage autonome, sur un banc de test chez Alexander Schleicher GmbH & Co. Du haut à gauche dans le sens contraire des aiguilles d'une montre : hub de propulseur, mât avec le guide de la courroie, radiateur, moteur Wankel, et silencieux.

- Les motoplaneurs de Alexander Schleicher GmbH & Co sont équipés de moteur mono-rotor.
- La société genevoise Mistral engines[7] fournit des moteurs à l'aviation générale avec des puissances qui s'échelonnent de 190 ch (bi-rotor) à 360 ch (tri-rotor).